# Zero Escape
A Zero Escape vagy ahogy Japánban ismert Kjokugen dassucu (極限脱出, ’Végső menekülés’) visual novel-kalandjáték franchise, melyet a Spike Chunsoft fejlesztett. A sorozat jelenleg két játékból, a Nine Hours, Nine Persons, Nine Doorsból és a Zero Escape: Virtue’s Last Rewardból áll, a harmadik, Zero Time Dilemma várhatóan 2016-ban fog megjelenni. A sorozatot az Aksys Games jelentette meg Észak-Amerikában, míg annak második játékát a Rising Star Games jelentette meg Európában.
A sorozat kilenc személyből álló csoportok körül forog, akiket a „Zero” névre hallgató személy elrabol és bezár, hogy utána kiszabadulásuk érdekében egy életre-halálra menő játékra legyenek kényszerítve. A játékok menete két elkülönülő szakaszból áll: a visual novel szekciókból, melyek során kibontakozik a cselekmény, illetve a szabadulószoba-kalandjáték szekcióból, melyek alatt különböző fejtőrök megoldása a feladat.

## Játékok

### Főjátékok
A sorozat jelenleg két videójátékból áll, a harmadik várhatóan 2016-ban fog megjelenni. Mindkét játékot az Aksys Games jelentette meg angol nyelven Észak-Amerikában, míg a második játékot a Rising Star Games Európában.
- A Nine Hours, Nine Persons, Nine Doors a sorozat első játéka, amely 2009. december 10-én jelent meg Japánban és 2010. november 16-án Észak-Amerikában, Nintendo DS kézikonzolra,[4][5] illetve 2013. május 28-án Japánban és 2014. március 17-én nemzetközileg iOS mobilplatformra.[6][7]
- A Zero Escape: Virtue’s Last Reward a sorozat második játéka, amely 2012. február 16-án jelent meg Japánban,[8][9] 2012. október 23-án Észak-Amerikában és 2012. november 23-án Európában, Nintendo 3DS és PlayStation Vita kézikonzolokra.[10][11]
- A Zero Time Dilemma a sorozat harmadik játéka, amely várhatóan 2016 második vagy harmadik negyedévében fog megjelenni Észak-Amerikában és Európában, Nintendo 3DS és PlayStation Vita kézikonzolokra.[1]

### Egyéb média
Az első játék megregényesítését, a Kjokugen dassucu 9-dzsikan 9-nin 9 no tobira Alternát Kuroda Kendzsi írta és a Kodansha jelentette meg Japánban 2010-ben két kötetben. A Gonzo egy OVA-t is készített a második játék kezdetéről, melyet az Aksys Games jelentett meg angol szinkronsávval. A Virtue’s Last Rewardhoz egy cím nélküli flashjátékot is készítettek, amely a játék japán weboldalán érhető el. 2012-ben Japánban az SB Creative egy az első két játékból származó rajzokat tartalmazó művészeti könyvet is megjelentetett.

## Visszatérő elemek

### Játékmenet
A sorozat játékmenete két elkülönülő szakaszra, a visual novel és a „szabadulószoba” kalandjáték szekciókra van felosztva. A szabadulós szakaszok alatt a játékosoknak önálló fejtörők megoldásával meg kell találniuk az adott szobából való kivezető utat. A játékok nem lineárisak, cselekményeik a játékos döntései mentén szerteágaznak, amik így különböző végkifejlethez vezetnek. Játékonként csak egyetlen „igazi” végkifejlet van, ennek eléréséhez a játékosnak számos más ágat végig kell játszania. A második játékban a történetágak egy interaktív táblázatban vannak rendezve, ami lehetőséget ad a játékosoknak, hogy a játék bármely korábban már elért pontjára ugorjanak, majd más végkifejlet felé haladjanak. A táblázatot az első játék iOS-verziójában is használták.

### Cselekmény és témák
A sorozat története kilenc személyből álló csoportok köré összpontosul, akiket „Zero” névre hallgató maszkos személyek elrabolnak, majd bezárják őket egy létesítménybe, ahol részt kell venniük a „nonáris játékban” – egy olyan életre-halra menő játékban, ahol a résztvevők szobákba vannak zárva, ahonnan fejtörők megoldásával kell kiszabadulniuk, és ha megszegik a szabályokat akkor megölik őket. ha megszegik Ugyan kezdetben úgy tűnik, hogy szereplőkben semmi közös sincs, azonban a játékok előrehaladtával kiderül, hogy mindegyiküket egy konkrét cél végett választottak ki. A szereplők megpróbálnak kiszabadulni a létesítményből, hogy fényt derítsenek Zero kilétére és céljára.
A sorozatnak science fiction és horror elemei, illetve filozófiai és természetfeletti témai is vannak. A második játék a játékelméletre, azon belül is a fogolydilemmára összpontosít. A harmadik játék főtémája az erkölcs lesz, és ez lesz a sorozat azon játéka, amely a legnagyobb hangsúlyt fekteti a filozófiára.

## Fejlesztés
A Zero Escape sorozatot a Spike Chunsoft fejlesztette, rendezője és írója Ucsikosi Kótaró, míg szereplőtervezője Nisimura Kinu volt. A sorozat eredetileg akkor fogant meg, amikor a Chunsoft megkereste Ucsikosit, hogy írjon nekik egy visual novelt; mivel ebben a műfajban sikereket tudtak elérni, azonban egy új fajta visual novel-típust akartak készíteni, melyet szélesebb közönség tud élvezni. Ucsikosi ötlete az volt, hogy kombinálja a fejtörőket a történetmeséléssel, ahol a fejtörők a történet szerves részei, melyeket meg kell oldani a továbbhaladás érdekében. Ucsikosi eredetileg amikor az első játékon dolgozott nem tervezett neki folytatást, azonban a játékosok pozitív visszajelzései miatt az döntés született, hogy sorozatot készítenek belőle. A második és a harmadik játék kifejezetten „párban vannak” a második játék cliffhanger lezárása miatt, illetve Ucsikosi szándékai szerint a harmadik játék meg fogja oldani a második, illetve a harmadik játékban bemutatkozó összes rejtélyt is. Ugyan Ucsikosi a sorozatot trilógiának szánta, melyben a történet a harmadik játékkal lezárul, azonban, ha a rajongók még mindig kérik, akkor ő még mindig nyitott „új eseményekre”.
Ugyan az első játék elég szépen teljesített nyugaton ahhoz, hogy a Spike Chunsoft a folytatás fejlesztése mellett döntsön, azonban mindkét játék kereskedelmi bukás volt Japánban. Ezért a harmadik játékot, melynek fejlesztését 2012-ben megkezdték, nem hagyta jóva a cég menedzsmentje. 2014 februárjában bejelentették, hogy a játék fejlesztését határozatlan időre leállították. Ucsikosi megvizsgálta a fejlesztés a tömegfinanszírozó weboldalak, így például a Kickstarteren való megfinanszírozásának lehetőségét, azonban úgy érezte, hogy ez az ötlet nem lenne elég meggyőző a célja elérésére, így a vezetőknél és befektetőknél is keresete a lehetőséget. A sorozat rajongói a játék hiátusának hírére létrehozták a „Kékmadár hadműveletet” (Operation Bluebird), egy internetes kampányt, hogy felhívják a sorozatra a figyelmet és támogassák a fejlesztést. 2015 júliusában az Aksys Games bejelentette, hogy ismét elindult a harmadik játék fejlesztése.

### Írás
Ucsikosi elképzelése szerint a Zero Escape sorozatnál maga a történetmesélés a játékmenet; elmondása szerint más játékok például állhatnak abból, hogy a játékos embereket lő le és a történet csak ennek fokozására szolgál, azonban úgy gondolja, hogy a visual novelleknél a narratívának kell lennie a játékmenetnek. Erre egy példa az, amikor a második játékban a játékos információkat szerez vagy amikor nem tud bizonyos pontokon továbbhaladni a megfelelő megoldás nélkül, amit az 1994-ben megjelent 1994 Kamaitacsi no joru című videójáték inspirált, és amit arra szántak, hogy a történet „mélyen érintse” a játékosokat és, hogy lehetőséget adjon a játékosnak és a játékos szereplőjének egymással párhuzamosan megérteni a játék világát, illetve együtt továbbhaladni. A sorozat további inspirációforrásai volt Isaac Asimov és Kurt Vonnegut amerikai írók is; Ucsikosi szerint bármilyen alkotómunka 90%-a más művek elemeiből áll össze, a maradék 10% a kreativitás, az eredmény pedig azon múlik, hogy az író milyen jól tudja összeilleszteni az inspirációit a saját ötleteivel.
Ucsikosi a Zero Escape sorozatban a történetszálakat helyezte előtérbe a szereplőkkel szemben. Először a helyszínt találta ki, utána alakította ki a szereplőket és az azok történeteit. Ezek után döntött a játék történetének magjáról, mely alapján létrehozott egy folyamatábrát, ami a történet „csontszerkezete” lett. Ucsikosi szerint addig nem számít, hogy a játékok felépítései túlzóak, amíg a belső logika működik; elmondása szerint addig amíg a történet érdekes és magával ragadó, addig játékosoknak a lehetetlen helyzetek is lehetségesnek érződnek. Ezzel szemben úgy érezte, hogy ha kifejezetten valóságosabbra próbálta volna venni ezeket a helyzeteket megmagyarázásával, akkor a történet unalmas lett volna és a lehetetlenek méglehetetlenebbnek tűntek volna. Éppen ezért úgy döntött, hogy a játékosok képzeletére bízza ezt, hiszen szerinte a játékosok a dolgokat olyan megközelítésből is valóságosnak tekinthetik, melyekre ő egyáltalán nem is gondolt. Az egyik olyan dolog, amivel hihetőbbé akart tenni a történeteket az olyan gondolatok hozzáadása, mint a Schrödinger macskája, ami szerint ízt adott a cselekménynek és a játékosok gondolkodhattak azon, hogy vajon az adott gondolatkísérlet a játék alapötlete lehet e vagy sem. Úgy gondolta, hogy amikor a játékosok ezen agyalnak az hihetőbbé teszi a történeteket, mivel a saját fejükben alakítják ki a játék világát.
Miután döntött a történetről és a főszereplőről a többi szereplő kiegyensúlyozásába kezdett a nemek, a személyiségek és korosztályok szempontjának mentén; a szereplők személyiségének megalkotása közben a személyiség enneagrammáját vette alapul. Fontos szempont volt számára a szereplők kirajzolása közben, hogy rejtélyt alakítson ki körülöttük, hogy a játékosok kíváncsiak legyenek a szereplők kilétére és múltjára. Másik fontos eleme volt a félrevezetés használata: azzal, hogy szándékosan rossz embernek tüntetett fel bizonyos szereplőket azt akarta elérni, hogy a játékosok jobban összpontosítsanak rájuk, hogy ezzel nehezebben vegyék észre, hogy valójában ki is a „gazfickó”. Célja volt, hogy a játékos által vezényelt szereplőknek ne legyen erős személyisége, hogy a játékosok könnyebben együttérezhessenek vele. Ucsikosi azért döntött úgy, hogy a játékok belső nézetű perspektívából fognak játszódni, mivel úgy érezte, hogy ez „nagyobb hatással” van és érdekesebb mint a külső nézetű perspektíva. Ezt a játékos számára elérhető információk valóságos úton való korlátozására is használták, mivel a játékosnak csak arról van tudomása, amit a szereplője megélt vagy elmondtak neki. Mivel a legtöbb játékban a játékos szereplője számos alkalommal meghalhat, ezért Ucsikosi úgy érezte, hogy a videójáték-szereplők halálát félvállról vehetik, amit ő a játékok gyenge pontjainak érez. Ennek leküzdésére arra próbálta kényszeríteni a játékosokat, hogy inkább a történetet semmint az irányított szereplőjüket akarják életben tartani, aminek eredményeként a játékosok a saját szereplőjük halálát is el akarják kerülni.
A történetek megírása során azok végéről kezdte el azokat kidolgozni, onnan indult el visszafelé. A történet menetét egy táblázatkezelő program segítségével alakította ki, prototípus végkifejleteket írt a játék különböző forgatókönyveihez, majd hozzáigazította ezeket a táblázatához és kitalálta a történetszálak apróbb részleteit. A jelenetek megírása során elképzelte, hogy a játékosok mit is gondolhatnak miközben végigjátsszák azt és ez alapján döntötte el, hogy mit ír; ez volt számára az egyik legfontosabb tényező a történetírás folyamán. A játékos döntéseinek végkimenetelének megírás közben Ucsikosi kulcsfontosságúnak érezte, hogy a döntések fontossága általában jóval nagyobbak legyenek azok meghozatala után nem sokkal, míg a következményei csak később, amint a játékos további információkat tud meg derüljenek ki. Erre a magas feszültségszint fenntartása végett volt szükség, illetve azért, hogy a döntéseknek valóban legyen súlya. Nagy kihívás volt számára, hogy az összes történetág cselekményén keresztül fenntartsa a játékosok figyelmét, ezért az ismétlés és az olvasói fáradtság elkerülése, illetve a játékosok motiválására miatt megpróbált minden ágat másképp kibontakoztatni.

### Fejtörők
Ucsikosi a fejtörők kialakítása során az átfogó történet részleteire, illetve a játékban megjelenő trükkökre és kellékekre gondolt; miután meghatározta ezeket bevonta őket a fejtörőkbe. A fejtörő–történet integráció miatt a fejlesztőcsapat megpróbálta elkerülni az olyan szituációkat, amikor a játékos a képtelen megoldani a fejtörőt és megreked, ezért utalásokat tettek a játékba, melyek akkor jelennek meg, ha a játékos ismételten rábök a tárgyakra. Ahogy a játékos egyre többet kattint úgy válnak egyre kézenfekvőbbé az utalások addig a pontig, amíg már szinte nyíltan fel nem fedik a megoldást. A második játékban nehézségi szint-választó is van, a fejtörőket könnyebb megoldani az alacsonyabb beállításon. Amíg az első játék kétdimenziós volt, addig a második már háromdimenziós grafikájú, amely változás a fejtörők megtervezésére is hatással volt, mivel a fejlesztőcsapat egymás mögé helyezhette a tárgyakat vagy egyszerre láthatóvá tehette az összeset.

### Zene
A játék zenei kompozícióját a Super Sweephez szervezték ki, a zenét Hoszoe Sindzsi szerezte. Az első játék zenei anyaga elsősorban ambient zenéből áll, néhány dallamos darabbal kiegészülve. A második játék zenei anyaga új számokat és az első játék korábbi dalainak újrakevert változataiból áll.

## Lokalizáció
A sorozatot az Aksys Games lokalizálta. Az első játék értékelése során a cég számos alkalmazottja nem bízott abban és elfordult tőle; mivel az Aksys értékelésért felelős emberei közül sokan nem beszélnek japánul, ezért nehéz volt nekik meghatároznia, hogy a játék jó vagy sem. Végül úgy döntöttek, hogy lokalizálják azt, ami nagy rizikó volt a cégnek. Az eredeti japán változat szelleméhez hű maradás filozófiáját követték és úgy döntöttek, hogy a párbeszédeket inkább ahhoz igazítják, amit a nyelv natív beszélője mondana semmint a japán szövegkörnyezethez való szigorú ragaszkodást. Ben Bateman, az első két játék lokalizációjának szerkesztője ezt azzal érte el, hogy szélesebb kilátással vizsgálta a szövegkönyvet, sorról sorra vagy jelenetről jelenetre megvizsgálva azt semmint szóról szóra vagy mondatról mondatra, és arra gondolt, hogyan fejezhetné ki ugyanazt a gondolatot angol nyelven. A legtöbb helyen, ahol vicceket használtak a lokalizációban ott a japán verzióban is vicc volt, ugyan eltérőek, azonban Bateman megpróbált hasonló típusú és hasonló tartalmú vicceket kitalálni. Általánosságban szabad kezet kapott abban, hogy mit változtasson vagy adjon hozzá a szövegekhez, amíg azok nem zavarják meg a cselekményt.
A sorozat lokalizálásának legnagyobb kihívásának minden észben tartása bizonyult, mivel a játékokban szerteágazó történetszálak vannak, melyekben a szereplők különböző dolgokra derítenek fényt, melyek hatással vannak a szereplők által használt szavakra és azok hozzáállására. Ugyan ezek jelentős hányadáról a Spike Chunsoft gondoskodott, azonban a játék számos része eltérő szóhasználatot igényelt az angol nyelveben attól függöen, hogy a szereplők tudnak e egy bizonyos dologról vagy sem. Ezekben az esetekben a lokalizációs csapatnak vissza kellett követnie a történetet. A projektek alatt az Aksys Games e-mail levelezéseket váltott a Spike Chunsofttal, hogy biztosra menjenek, hogy jól fejezték ki a játékok üzenetét.
Az első játéknál nagy kihívást jelentett a lokalizáció időre való befejezése; Nakajama Nobara, a játék fordítója harminc napig dolgozott rajta, míg a szerkesztési folyamat két hónapot vett igénybe. Ezek miatt Batemannek „menet közben” kellett végeznie a munkája nagy részét. Nakajama ugyan még elkezdte a játékot, hogy nekilátott volna a lokalizációs feladatoknak, azonban nem tudta befejezni azt amíg a játék több, mint felét le nem fordította már. Miután megtudta, hogy a játék története egy japán szóviccen nyugszik le kellett állítania a lokalizációt, meg kellett vitatnia a problémát Ucsikosival, ki kellett dolgoznia a megoldást és újra át kellett néznie az egész játékot, hogy biztosra menjen, hogy így is van még értelme. A második játékot körülbelül három hónapig fordították és négy hónapig szerkesztették. A lokalizáció nagy kihívása volt a játék története során felbukkanó, annak végkifejletére utaló finom utalások megtalálása. A harmadik játék észak-amerikai verzióját az előző Zero Escape játékokkal szemben a japán verzióval egy időben készítik.

## Fogadtatás
| Játék                                | Famicú | GameRankings         | Metacritic                 |
| ------------------------------------ | ------ | -------------------- | -------------------------- |
| Nine Hours, Nine Persons, Nine Doors | 36/40  | 83%                  | 82/100                     |
| Zero Escape: Virtue’s Last Reward    | 34/40  | 87% (3DS) 86% (Vita) | 88/100 (3DS) 84/100 (Vita) |

A Zero Escape sorozatot pozitív fogadtatásban részesítették a kritikusok, a sorozat mindkét játéka számos szaklaptól kapott tökéletes értékelést. Andy Goergen, a Nintendo World Report cikkírója megjegyezte, hogy a 999 „kiszélesíti azt a narratívát, amire a videójátékok képesek lehetnek”, míg Bob Mackey 1UP.com weboldaltól a Virtue’s Last Rewardot az „Észak-Amerikában megjelent egyik legnagyobb, legmerészebb visual novel”-nek kiáltotta ki.
Ucsikosi megjegyezte, hogy a 999 észak-amerikai pozitív fogadtatása közvetlen hatással volt a Virtue’s Last Reward fejlesztésre.